# Sinarella stigmatophora
Sinarella stigmatophora är en fjärilsart som beskrevs av Felix Bryk 1948. Sinarella stigmatophora ingår i släktet Sinarella och familjen nattflyn. Inga underarter finns listade i Catalogue of Life.